# Hospital Universitario de Fuenlabrada
El Hospital Universitario de Fuenlabrada es un hospital público situado en Fuenlabrada, y forma parte del Servicio Madrileño de Salud (SERMAS).

## Historia
La población de Fuenlabrada era atendida asistencialmente en el Hospital Universitario Severo Ochoa de Leganés desde el año 1987. Entonces era una localidad con más de 160.000 habitantes que no tenía hospital propio. Esta necesidad fue contemplada por los planificadores sanitarios unidos al apoyo del movimiento asociativo del municipio de Fuenlabrada, muy activo durante los años 90, lo que propició la creación de un hospital. 
En el año 1998, el Insalud decide crear un hospital para los municipios de: Fuenlabrada, Humanes y Moraleja de Enmedio (entonces con un población total de 180.000 personas). La construcción tuvo un coste estimado de 10.000 millones de pesetas. Fue diseñado por Andrés Perea y Luis González Sterling.
Se puso en marcha el diseño de un Plan Funcional, que tuviera la cartera de un hospital general, pero manteniendo el hospital de Leganés para determinadas especialidades médicas. Este Plan sufrió modificaciones para incluir las especialidades del área materno-infantil, debido a la alta tasa de natalidad, y así asumir toda la asistencia especializada, así como ampliar de forma considerable el área de laboratorios.
El Hospital Universitario de Fuenlabrada se empieza a construir en  1999, y finaliza en 2003. El inicio de la actividad tuvo lugar el 14 de enero de 2004 con la inauguración de las Consultas Externas de Dermatología y Cardiología y la apertura total del hospital tuvo lugar en junio de 2004, con la inauguración de la Urgencia. La Consejería de Sanidad de la Comunidad de Madrid asigna al hospital el edificio del Centro de Especialidades “El Arroyo”, que pasa a ser atendido por profesionales del hospital, manteniendo en su interior algunas dependencias del Hospital Severo Ochoa, Salud Mental, SUMMA e Inspección. 
Durante 2004 se transfieren los pacientes que se atendían en las consultas del Hospital Severo Ochoa. El Hospital Universitario de Fuenlabrada comienza a funcionar plenamente durante el 2005. Inició sus actividades con la historia clínica electrónica plenamente implantada, siendo de este modo, innecesario el archivo clínico del hospital.

## Cobertura asistencial
El hospital atiende a una población de casi 224.000 personas, que incluye Fuenlabrada, Humanes de Madrid y Moraleja de Enmedio. 

### Atención Primaria
Es el hospital asignado para 8 centros de salud y 1 consultorio de Atención Primaria, entre los que se incluyen: 
- Centro de Salud Alicante
- Centro de Salud Castilla La Nueva
- Centro de Salud Cuzco
- Centro de Salud El Naranjo
- Centro de Salud Francia
- Centro de Salud Humanes
- Centro de Salud Panaderas
- Centro de Salud Parque Loranca

1. Consultorio Parque Miraflores

### Otros centros
El Hospital Universitario de Fuenlabrada cuenta con el Centro de Especialidades (CEP) “El Arroyo” de 10.050 metros cuadrados, que existía previamente y fue traspasado al Hospital en 2004, en 
el que se realizan actividades ambulatorias de especialidades y del Centro de Salud Mental.

## Cartera de servicios
| - Alergología - Aparato Digestivo - Cardiología - Endocrinología - Geriatría - Hematología y Hemoterapia - Medicina Interna - Nefrología - Neumología - Neurología - Oncología médica - Oncología radioterápica - Pediatría - Psiquiatría - Reumatología - Urgencias | - Cirugía General y de Aparato Digestivo - Dermatología - Obstetricia y Ginecología - Oftalmología - Otorrinolaringología - Traumatología y Cirugía Ortopédica - Urología | - Análisis Clínicos - Anatomía Patológica - Anestesiología y Reanimación - Bioquímica - Farmacia Hospitalaria - Medicina Intensiva - Medicina Nuclear - Medicina Preventiva - Medicina del Trabajo - Microbiología y Parasitología - Psicología Clínica - Radiodiagnóstico - Radiofísica Hospitalaria - Rehabilitación |

## Personal
En el hospital trabajan más de 1700 profesionales. Cuenta con:
- Área Médica 369
- Área de Enfermería 924
- personal no sanitario 298
- médicos residentes 123

### Docencia
Es uno de los centros de referencia para la formación de sanitarios de la Universidad Rey Juan Carlos, Universidad de Alcalá de Henares, Universidad Complutense de Madrid, Universidad Nacional de Educación a Distancia, y Universidad Europea de Madrid

## Instalaciones y recursos
La superficie operativa del Hospital es de casi 64.000 metros cuadrados distribuidos en cuatro plantas para favorecer las comunicaciones y eliminar dentro de lo posible los desplazamientos verticales de pacientes, usuarios y trabajadores.
En 2008 edificó un nuevo pabellón independiente siguiendo el esquema del actual Hospital y uniéndolo al mismo a través de pasarelas traseras en la primera y tercera planta.
El hospital cuenta con:
- camas 406
- quirófanos 11
- puestos de hospital de día 33
- consultas externas 88
- paritorios 3
- mamógrafos 2
- tomógrafos computarizados 1
- resonancias magnéticas 2

### Accesos
Al Hospital Universitario de Fuenlabrada se puede llegar en transporte público, utilizando la red de Cercanías de Renfe, los autobuses urbanos de Fuenlabrada, los interurbanos que llegan desde las poblaciones aledañas y en MetroSur.
- MetroSur: Parada de metro Hospital de Fuenlabrada . La conexión para llegar a MetroSur se hace desde la Línea  del Metro de Madrid, en la parada Puerta del Sur.

- Renfe Cercanías: línea , Estación de Fuenlabrada. Desde la misma hay que coger la línea  de Metro para llegar al hospital.

- Líneas de Autobús:

1. Líneas urbanas de la EMT Fuenlabrada: 1, 2, 3, 4 y 5.
2. Línea desde Madrid con cabecera en Aluche 493. Esta no llega a parar en el hospital, por lo que hay que bajarse una o dos paradas antes para hacer transbordo a los autobuses urbanos.
3. Líneas desde Humanes de Madrid y Griñón 468
4. Líneas desde Moraleja de Enmedio y Arroyomolinos 496

Se puede acceder al hospital por la autovía  A-5  (Autovía de Extremadura) , y por la autovía . 
En la ciudad de Fuenlabrada no hay estacionamiento regulado de pago, así que se puede aparcar en las calles cercanas al Hospital. El propio hospital cuenta con aparcamiento